# Park Albanoel

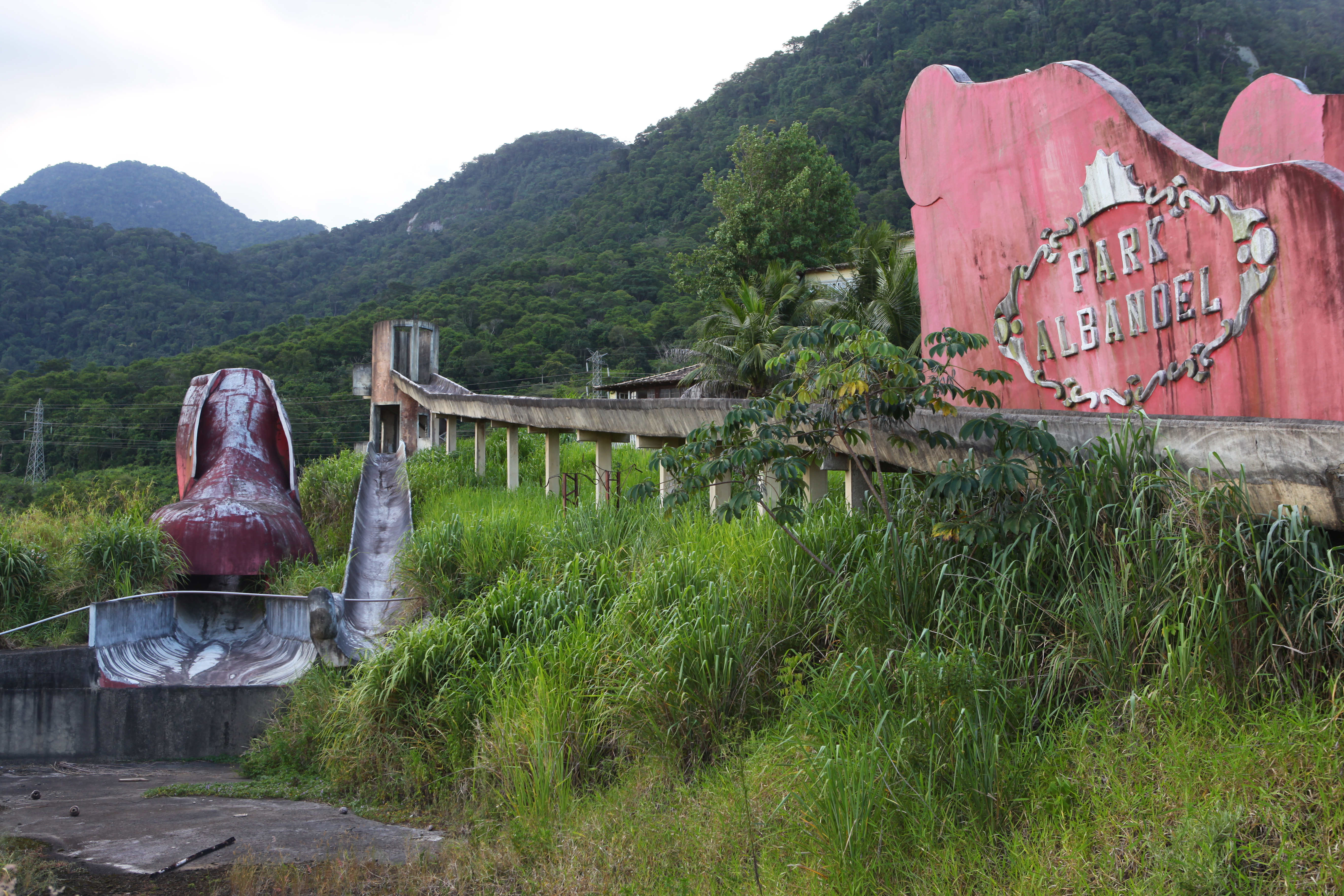
Verfallene Wasserrutsche im Weihnachtspark (2012)

Der Park Albanoel ist ein ehemaliger Themenpark bei Coroa Grande in der Gemeinde Itaguaí im brasilianischen Bundesstaat Rio de Janeiro. Der Park widmete sich der Darstellung des Weihnachtsmanns (Papai Noel) und anderer weihnachtlicher Motive. Er liegt unmittelbar an der Bundesstraße BR-101.

## Geschichte
Geschaffen wurde der Park 1998 von dem Abgeordneten Albano Reis (1944–2004), der zur Weihnachtszeit regelmäßig als Weihnachtsmann auftrat und dafür den Spitznamen «Papai Noel de Quintino» bekam.
Am 18. Dezember 2004 wurde Reis auf der Straße vor dem Park von einem Touristen angefahren und verstarb. Danach wurde der Park geschlossen und verfällt seither.
Heute wird der Park als Airsoft-Gelände genutzt. Die Anlage und ehemaligen Attraktionen sind stark heruntergekommen, was das Gelände für die Airsoft-Spieler so interessant macht.